# Equazione dell'usura
L'equazione dell'usura, nota in letteratura anche come equazione di Archard, è un semplice modello utilizzato per descrivere l'usura abrasiva che si basa sulla teoria del contatto delle asperità.
L'equazione dell'usura fu definita negli anni quaranta del secolo scorso da John F. Archard.

## Equazione
{\displaystyle Q={\frac {KW}{H}}}
dove:
Q è il volume totale di detriti prodotti per usura per unità di lunghezza percorsa
W è il carico totale di compressione tra le superfici
H è la durezza
K è una costante adimensionale, indicata come coefficiente di usura, caratteristica delle condizioni di strisciamento e della combinazione dei due materiali a contatto.

## Derivazione
L'equazione può essere derivata esaminando inizialmente il comportamento di una singola asperità.
Il carico locale {\displaystyle \,\delta W}, sopportato da una asperità, assunta avere una sezione trasversale circolare di raggio {\displaystyle \,a}, è:
{\displaystyle \delta W=P\pi {a^{2}}}
dove P è la tensione di snervamento del materiale dell'asperità assunta deformarsi plasticamente. P sarà prossima alla durezza, H, determinata tramite indentazione del materiale dell'asperità.
Se il volume dei detriti prodotti per usura, {\displaystyle \,\delta V}, per una particolare asperità corrisponde ad una semisfera di materiale asportato dall'asperità, segue che:
{\displaystyle \delta V={\frac {2}{3}}\pi a^{3}}
Questo frammento è formato da materiale scorso di una lunghezza pari a 2a.
Quindi {\displaystyle \,\delta Q}, il volume di materiale prodotto dall'asperità per unità di lunghezza percorsa è:
{\displaystyle \delta Q={\frac {\delta V}{2a}}={\frac {\pi a^{2}}{3}}\equiv {\frac {\delta W}{3P}}\approx {\frac {\delta W}{3H}}}     con l'approssimazione:  {\displaystyle \,P\approx H}
Tuttavia non tutte le asperità subiscono la stessa rimozione di materiale dopo uno scorrimento di lunghezza 2a. Quindi il volume totale di detriti prodotti per usura per unità di lunghezza percorsa, {\displaystyle \,Q} è inferiore del rapporto di W su 3H. Ciò è preso in considerazione introducendo nell'equazione una costante adimensionale K, che incorpora il fattore 3 presente al denominatore. Questi passaggi conducono all'equazione di Archard come è stata indicata precedentemente.
K è quindi una misura della severità dell'usura. Tipicamente per un'usura 'moderata' K≈10−8, mentre per un'usura 'severa' K≈10−2.